# Quand Lee se rendra
Quand Lee se rendra (When Lee Surrenders) est un film muet américain réalisé par Thomas H. Ince et sorti en 1912.

## Synopsis
Une sanglante bataille opposant des soldats de l’Union et de la Confédération se déroule à l’extérieur de la maison de Nellie Morton, qui les observe de loin.

## Fiche technique
- Réalisation : Thomas H. Ince
- Scénario : C. Gardner Sullivan
- Durée : 20 minutes
- Date de sortie : États-Unis : 8 novembre 1912

## Distribution
- Charles K. Frend
- Robert Edeson
- Ann Little
- Richard Stanton
- Walter Edwards
- Enid Markey
- Joe King
- Frank Borzage
- Herschel Mayall
- Francis Ford